# Romain Boscus
Pas d'image ? Cliquez ici

a Compétitions nationales et continentales officielles uniquement.

Dernière mise à jour le 11 septembre 2022.
Romain Boscus, né le 7 décembre 1987 à Rodez, est un ancien joueur français de rugby à XV qui évoluait au poste de demi d'ouverture. Il est désormais entraîneur du SC Pamiers

## Biographie
Romain commence le rugby à l'âge de six ans au Stade Rodez Aveyron et y reste jusqu'à ses 16 ans. 
Il décide de rejoindre le centre de formation du Castres olympique en 2004 afin de devenir rugbyman professionnel. Il évolue alors au sein des équipes de jeunes du Castres olympique.
Il joue son premier match en TOP 14 lors de la saison 2006/2007, durant laquelle il avait intégré l'effectif professionnel, lors d'un déplacement à Bayonne et rentre à la 55e minute au poste d’arrière.
Lors de la saison 2007/2008, il est sacré champion de France Reichel avec le Castres olympique face à l'Aviron bayonnais, en marquant 21 des 31 points de son équipe dont un essai lors de la finale.
Il commence la saison 2008/2009 en jouant régulièrement avec l'équipe 1, démarrant même un match titulaire face au Stade toulousain. Malheureusement, lors d'un match amical avec les espoirs castrais il se blesse et se rompt les ligaments croisés du genou droit. Sa saison est terminée.
La saison 2009/2010 débute avec deux nouveaux entraineurs, Laurent Labit et Laurent Travers, qui décident de l'introniser ouvreur remplaçant de Cameron McIntyre. Il joue quelques bouts de matchs en TOP 14 et en Challenge Européen.
Désireux d'obtenir plus de temps de jeux, il décide de relancer sa carrière au sein de l'US Oyonnax en juillet 2010 en signant son premier contrat professionnel. Il joue 17 matchs dont 11 comme titulaire en PRO D2, mais se blesse gravement au genou gauche avec une rupture des ligaments croisés et se fait opérer fin avril 2011. Il espère être de retour début novembre et gagner de nouveau une place de titulaire. Pour cette saison 2013/2014 Romain rejoint l'équipe de fédérale 1 de Rodez là où il a fait ses débuts.

## Carrière

### Clubs successif
- Castres olympique  France 2004/2010
- US Oyonnax  France 2010/2013
- Stade Rodez 2013/2019
- Sporting club appaméen 2019/2022

### Clubs entraîneur
- Sporting club appaméen 2022/

## Palmarès
- Champion de France Reichel avec le Castres olympique en 2008.
- Champion de France de Pro D2 2013